# Pelargonium magenteum
Pelargonium magenteum är en näveväxtart som beskrevs av J. J. A. van der Walt. Pelargonium magenteum ingår i släktet pelargoner, och familjen näveväxter. Inga underarter finns listade i Catalogue of Life.